# アントニオ・ミランテ
アントニオ・ミランテ（Antonio Mirante, 1983年7月8日 - ）は、イタリア・カンパニア州ナポリ県カステッランマーレ・ディ・スタービア出身のサッカー選手。ACミラン所属。ポジションはGK。

## 来歴
ソレント・カルチョの下部組織出身。2003年に移籍したユヴェントスFCではイタリア代表の正守護神のジャンルイジ・ブッフォンが不動の地位を築いていたため、2004年はセリエBのFCクロトーネ、2005年はセリエAのACシエナへのレンタル移籍を経験する。
2006年、ユヴェントスがカルチョ・スキャンダルにともないセリエBに降格になった際にチームに復帰しブッフォンに次ぐ第二GKを務めた。翌2007年はUCサンプドリアにレンタル移籍。2008年にはサンプドリアが共同保有権を買い取るが、ルカ・カステラッツィとのポジション争いに敗れ、2009年にはパルマFCへレンタル移籍で放出される。
新天地のパルマでは前年の昇格の立役者であるニコラ・パヴァリーニとの正GK争いを制して定位置を確保。この活躍により2010年にパルマへ完全移籍。2009-10シーズンから2011-12シーズンまでの76試合のうち欠場はわずか3試合とレギュラーの座を不動のものとしていた。しかし2015年にパルマが破産し契約が解除された。
2015年夏にボローニャFCへ自由移籍で加入。アンジェロ・ダ・コスタとボローニャのゴールマウスを支え、2016年7月にボローニャとの契約を3年間延長した。
2018年6月22日、ASローマに移籍することが発表された。移籍金は400万ユーロで、契約期間は3年。加入後はロビン・オルセンの控えとしての立場だったが、終盤戦に出場機会を得ると、そのままオルセンからポジションを奪った。続く2019-20シーズンは、スペイン代表パウ・ロペスが加入したこともあって出場は5試合に留まるも、翌年の2020-21シーズンは、ロペスのミスが多かったこともあってシーズン中盤から再びレギュラーに定着。結果13試合に出場した。2021年5月29日、契約満了によりローマを退団することが発表された。
2021年10月13日、マイク・メニャンの離脱でGK不足となったACミランとシーズン終了までの契約を結んだ。加入後は、第2GKチプリアン・タタルシャヌが離脱中のメニャンに代わって出場を続けたため、自身の出場は無かった。
2022年7月1日、クラブとの契約を2023年6月30日まで延長した。2023年6月4日、セリエA最終節となるエラス・ヴェローナFCにて後半89分、マイク・メニャンと交代で途中出場し、ミランデビューを果たした。
2023年7月7日、クラブとの契約を2024年6月30日まで延長した。

## 所属クラブ
- ユヴェントスFC 2004-2008
  - → FCクロトーネ (loan) 2004-2005
  - → ACシエナ (loan) 2005-2006
  - → UCサンプドリア (loan) 2007-2008
- UCサンプドリア 2008-2010
- → パルマFC (loan) 2009-2010
- パルマFC 2010-2015
- ボローニャFC 2016-2018
- ASローマ 2018-2021
- ACミラン 2021-